# Сан Гауденцио (Виченца)
Сан Гауденцио је насеље у Италији у округу Виченца, региону Венето.
Према процени из 2011. у насељу је живело 13 становника. Насеље се налази на надморској висини од 85 м.